# Giuseppe Gradenigo
Giuseppe Gradenigo (* 29. September 1859 in Venedig; † 15. März 1926 in Treviso) war ein italienischer Arzt und Professor für Hals-Nasen-Ohren-Heilkunde in Turin und Neapel.

## Biografie
Er stammte aus der venezianischen Adelsfamilie der Gradenigo und studierte Medizin in Padua. Anschließend bildete er sich in Wien bei Adam Politzer und Samuel Leopold Schenck in der Hals-Nasen-Ohren-Heilkunde (HNO) aus, kehrte nach Padua zurück und wurde dort 1888 Privatdozent. 1889 übernahm er die Leitung der HNO-Klinik in Turin und machte sie 1890 zu einer Klinik der dortigen Universität. 1891 gründete er mit 20 anderen italienischen HNO-Ärzten die Italienische Gesellschaft für Hals-Nasen-Ohren-Heilkunde (La Società Italiana di Laringologia, Otologia e Rinologia – SILOR). 1896 wurde er in Turin zum außerordentlichen Professor für HNO-Heilkunde ernannt, und 1910 zum Ordinarius. 1917 übernahm er die Professur für klinische HNO-Heilkunde an der Universität von Neapel.
Er zählt zu den Pionieren der Etablierung der Hals-Nasen-Ohren-Heilkunde als wissenschaftliche Disziplin. Er verfasste etwa 400 wissenschaftliche Abhandlungen und 9 Fachbücher. Nach ihm benannt sind: ein Syndrom (Gradenigo-Syndrom), eine Symptom-Konstellation (Gradenigo-Trias) und ein optisches Phänomen (Gradenigo-Dreieck).

### Gradenigo-Dreieck

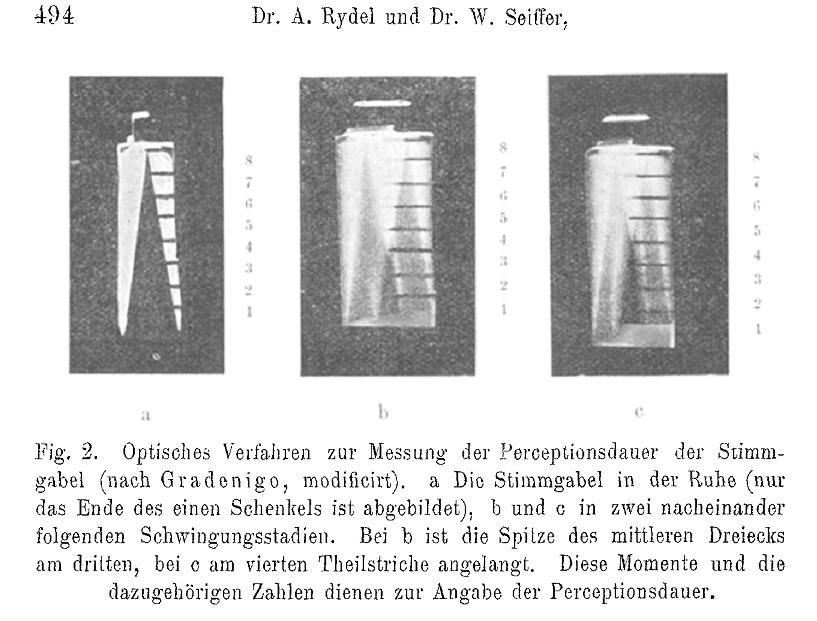
Ruhendes und schwingendes Gradenigo-Dreieck. A. Rydel, W. Seiffer Arch. Psychiatr. Nervenkr. 1903

Auf dem VI. Internationalen Otologischen Kongress in London 1899 stellte er eine von ihm erfundene audiometrische Messmethode vor, die auf dem optischen Phänomen der stroboskopischen Scheinbewegungen basiert. Dabei wird die Abnahme der Schwingungsamplitude einer Stimmgabel mittels kontinuierlicher Betrachtung einer mitschwingenden und sich entlang einer Graduierung ausdehnenden geometrischen Figur halbquantitativ bestimmt.
Ein schwarzes spitzwinkliges gleichschenkliges Dreieck ist – mit der Spitze zum Zinkenende – an einem Stimmgabel-Zinken (oder beiden) distal angebracht; daneben sind Querstriche von 0 (Dreieckbasis) bis 8 (Dreieckspitze) in gleichmäßigen Abständen angezeichnet (Gradenigo-Dreieck).
Mit Beginn des Schwingens der Zinken erscheinen dem menschlichen Auge zwei nebeneinanderstehende, graublass und unscharf erscheinende Dreiecke (entsprechend den Querstrichen 0 bis 1= große Amplitude). Mit zunehmender Dauer des Schwingens (während die Schwingungsamplitude naturgemäß abnimmt) überlappen sich diese beiden Dreiecke von den Basen her zunehmend, wodurch zwischen ihnen – deutlich abgesetzt – ein weiteres, sich verlängerndes schwarzes Dreieck erscheint, dessen Spitze dem Zinkenende zustrebt (und damit den Querstrichen 7 bis 8 = verschwindend kleine Amplitude).
Anhand der Graduierung von 0 bis 8 können nun sowohl die mit zunehmender Dauer abnehmende Amplitude der Schwingungen (d. h. das Leiserwerden des erzeugten Tons), als auch der zeitliche Verlauf der Amplitudenabnahme semi-quantitativ bestimmt werden. Die Zeitintervalle, in denen die schwarze Dreieckspitze vom ersten zum nächsten und weiter bis zum letzten Querstrich wandert, verhalten sich wie 2:4:8:16:32:64:128 (entsprechend der exponentiellen Abnahme der Amplitude mit der Zeit).
Das Gradenigo-Dreieck nutzten Rydel und Seiffer 1903 zur Quantifizierung des Vibrationsempfindens mittels Stimmgabel (Rydel-Seiffer-Stimmgabel).